# Naoki Bandō
Naoki Bandō (jap. 坂東 尚樹 Bandō Naoki; ur. 12 grudnia 1957) – japoński seiyū związany z agencją Mausu Promotion.

## Wybrane role głosowe
- Berserk – Owen
- City Hunter – żołnierz A
- Code Geass: Lelouch of the Rebellion – Izumi
- Colourcloud Palace – Enjun Sa-taiho
- D.Gray-man – Alphonse Claus
- Detektyw Conan – Masaharu Motoyama
- Gunslinger Girl – inspektor Moro
- Hikaru no go – instruktor Shinoda Insei
- Kobato.
- MegaMan NT Warrior – Zoan Darkman
- Monster – Janáček
- Naruto –
  - Gatō,
  - Tōbei Kagetsu
- One-Punch Man – starsza stonoga
- Shin-chan – Junichi Ishizaka
- Slayers: Magiczni wojownicy – egzaminator A
- Sōkō Kihei Votoms –
  - Starzec C,
  - Oficer,
  - Papież Theo VIII
- Szopy w natarciu